# Liste des cours d'eau à Saint-Marin

Carte topographique de Saint-Marin.

Plusieurs rivières prennent leur source à Saint-Marin, telles que l'Ausa, le Cando et le Fiumicello. D'autres ne font que traverser le pays : le Marano et la San Marino.